# Максиміліан Рейнельт
Максиміліан Рейнельт  (нім. Maximilian Reinelt, 24 серпня 1988) — німецький веслувальник, олімпійський чемпіон.

## Виступи на Олімпіадах
| Олімпіада   | Дисципліна                     | Місце |
| ----------- | ------------------------------ | ----- |
| Лондон 2012 | вісімка розстібна зі стерновим | 1     |

## Смерть
9 лютого 2019 року, катаючись на лижах Санкт-Моріці, Швейцарія, Рейнельт раптово опустився на коліна, знепритомнів і помер. Згідно з медичним висновком, спортсмен хворів на безсимптомний саркоїдоз, який викликав аритмію, що спричинила раптову смерть серця.